# Iput
Iput – pierwsza żona władcy starożytnego Egiptu, założyciela VI dynastii Tetiego. 
Była córką Unisa, ostatniego władcy z V dynastii. Wiemy także o jej 2 siostrach Chemetre i Nefrut oraz 2 braciach: starszym, nieznanym z imienia, i młodszym Unasanchu. Synem Iput i Tetiego był późniejszy władca Pepi I.
Zmiana dynastii po Unisie przebiegła bezproblemowo najprawdopodobniej właśnie dzięki Iput, gdyż to ona była spoiwem łączącym V i VI dynastię. Prawdopodobnie pełniła funkcje regentki po śmierci swojego męża, rządząc w imieniu małoletniego syna, niewykluczone, że wspólnie z Userkare (Grimal). 

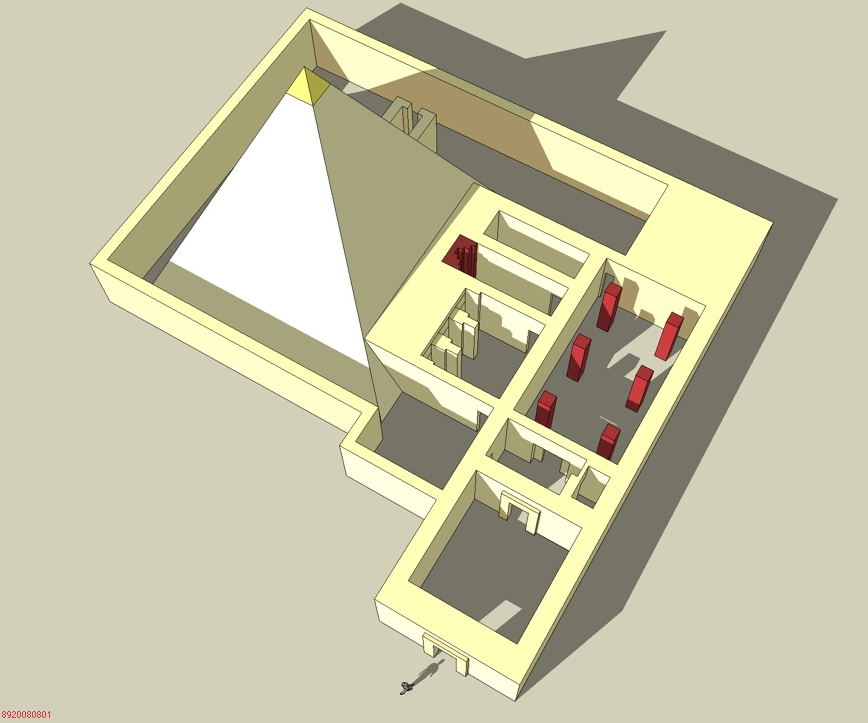
Piramida Iput

Została pochowana w małej piramidzie w Sakkarze, 90 m na północ od piramidy Tetiego, swojego męża. Badania odnalezionego w grobowcu szkieletu wykazały, że zmarła w średnim wieku.